# جواو روبرتو مارينيو
جواو روبرتو مارينيو (بالبرتغالية: João Roberto Marinho) هو صحفي وشخصية أعمال برازيلي، ولد في 16 سبتمبر 1953 في ريو دي جانيرو في البرازيل.